# Ошкалнс, Отомар Петрович
Отомар Петрович Ошкалнс (латыш. Otomārs Aleksandrs Oškalns, 30 марта (12 апреля) 1904, Скуйенская волость, Венденский уезд — 1 сентября 1947, Рига) — латвийский партизан, один из организаторов и участников советского партизанского движения на территориях Латвии и Белоруссии, оккупированных немецкой армией, Герой Советского Союза.

## Биография
Родился в имении Кайенгоф (Кайве) Скуйенской волости в семье батрака.
Окончил Цесненское реальное училище, позднее учился в Берзайской учительской семинарии.
С 1921 года — член коммунистического союза молодежи Латвии.
В 1925 году окончил Рижский учительский институт. Проходил срочную военную службу на Латвийском военно-морском флоте. В 1927—1934 гг. работал учителем в Ропажской школе.
В 1934 году был арестован за политическую деятельность и приговорён к тюремному заключению. В 1939 году вступил в Коммунистическую партию Латвии.
В июле 1940 года — избран депутатом Народного Сейма; в дальнейшем, в 1940—1941 годы — второй секретарь Екабпилсского уездного комитета КП(б) Латвии.
В начальный период Великой Отечественной войны участвовал в оборонительных боях в Прибалтике, попал в окружение и больше месяца выходил к линии фронта. В марте 1942 года окончил краткосрочные курсы средних командиров на Валдае с присвоением воинского звания младшего лейтенанта. С 30 апреля 1942 года — комиссар отряда латвийских советских партизан «За Советскую Латвию» («Par Padomju Latviju»), действовавшего в составе 2-й Ленинградской партизанской бригады. С 1944 г. — командир 3-й Латвийской партизанской бригады. Член Оперативной группы Центрального Комитета КП(б) Латвии.
В 1944 году — 1-й секретарь Рижского уездного комитета КП(б) Латвии, позднее — депутат Верховного Совета Латвийской ССР 2-го созыва. После окончания Великой Отечественной войны — на хозяйственной работе.
28 июня 1945 года «за образцовое выполнение заданий командования в борьбе против немецко-фашистских захватчиков в тылу противника и проявленные при этом отвагу и геройство» был удостоен звания Героя Советского Союза.
С 1946 года — министр технических культур Латвийской ССР. Умер 1 сентября 1947 года, похоронен на кладбище Райниса в Риге.

## Награды
- Герой Советского Союза (28 июня 1945, медаль «Золотая Звезда»);
- Орден Ленина (28 июня 1945);
- Орден Отечественной войны II степени[6];
- Медаль «Партизану Отечественной войны» I степени (19 января 1945)[7];
- Медаль «За оборону Москвы»;
- Медаль «За победу над Германией в Великой Отечественной войне 1941—1945 гг.».

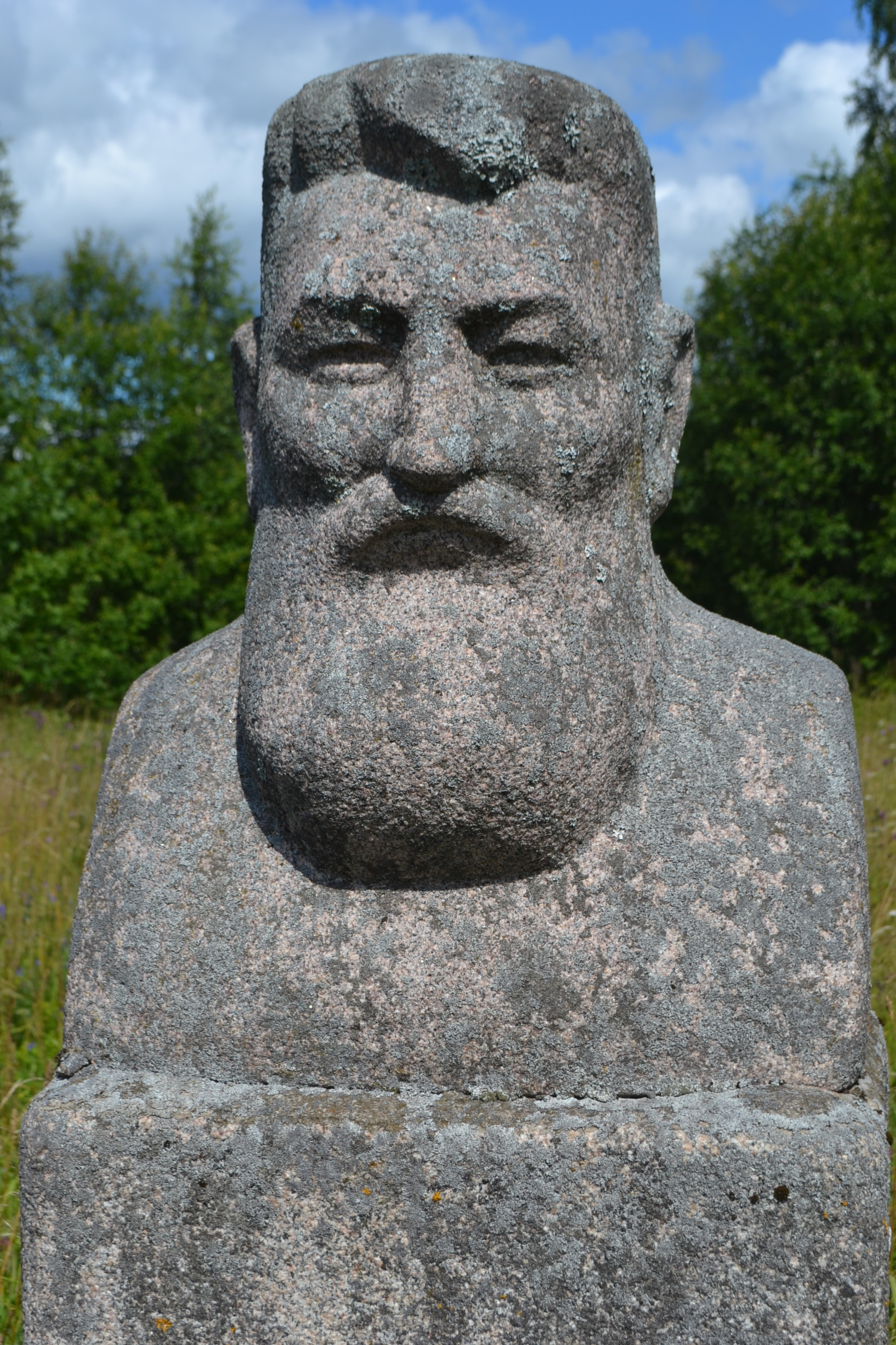
Памятник О. П. Ошкалну в Лиепне

## Память
- Бронзовый бюст в парке Коммунаров в Риге (1960, скульптор Зента Звара). Демонтирован 14 февраля 1992 г.
- Гранитный бюст в Екабпилсе (1969, скульптор Марта Ланге, архитектор Эдгар Шенбергс). Демонтирован в 1991 г.
- Гранитный бюст в посёлке Лиепна (1987, скульптор Гайда Грундберга). Решением Кабинета Министров Латвии от 14 июля 2022 г. утверждён в «Списке демонтируемых прославляющих советский и нацистский режимы объектов на территории Латвийской Республики» со сроком демонтажа до 15 ноября 2022 года[8][9].
- Именем Ошкалнса были названы улицы в Риге, Юрмале, Вентспилсе, Гулбене и Елгаве, посёлке Лубана Мадонского района Латвийской ССР и посёлке Скривери Стучкинского района Латвийской ССР[10].
- Мемориальные доски были установлены в Тукумсе и Екабпилсе[10].
- С 1948 по 1995 год железнодорожная станция «Земитаны» в Риге носила название «Ошкалны», в честь О. П. Ошкалнса[11].
- Имя Отомара Ошкалнса носило рефрижераторное судно Латвийского морского пароходства ММФ СССР[12].